# Escara (medicina)

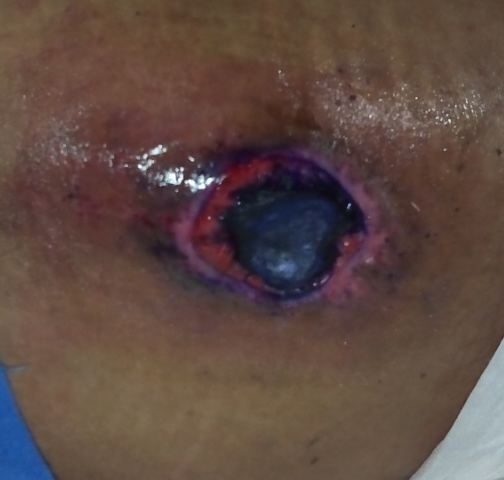
Escara por presión sobre la escápula.

Una escara es una porción de tejido necrosado que aparece en la piel, el tejido subcutáneo o la mucosa. Es un tipo de lesión secundaria de la piel, al producirse a partir de una lesión patológica previa o primaria. El término no designa a una enfermedad concreta, sino que es un signo clínico.

## Etiología

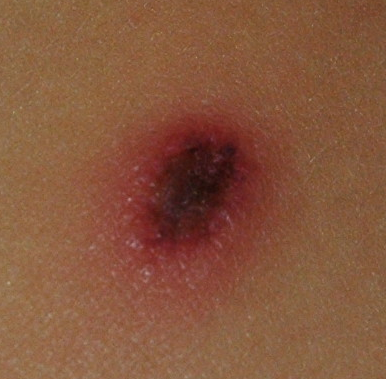
Escara por picadura de garrapata.

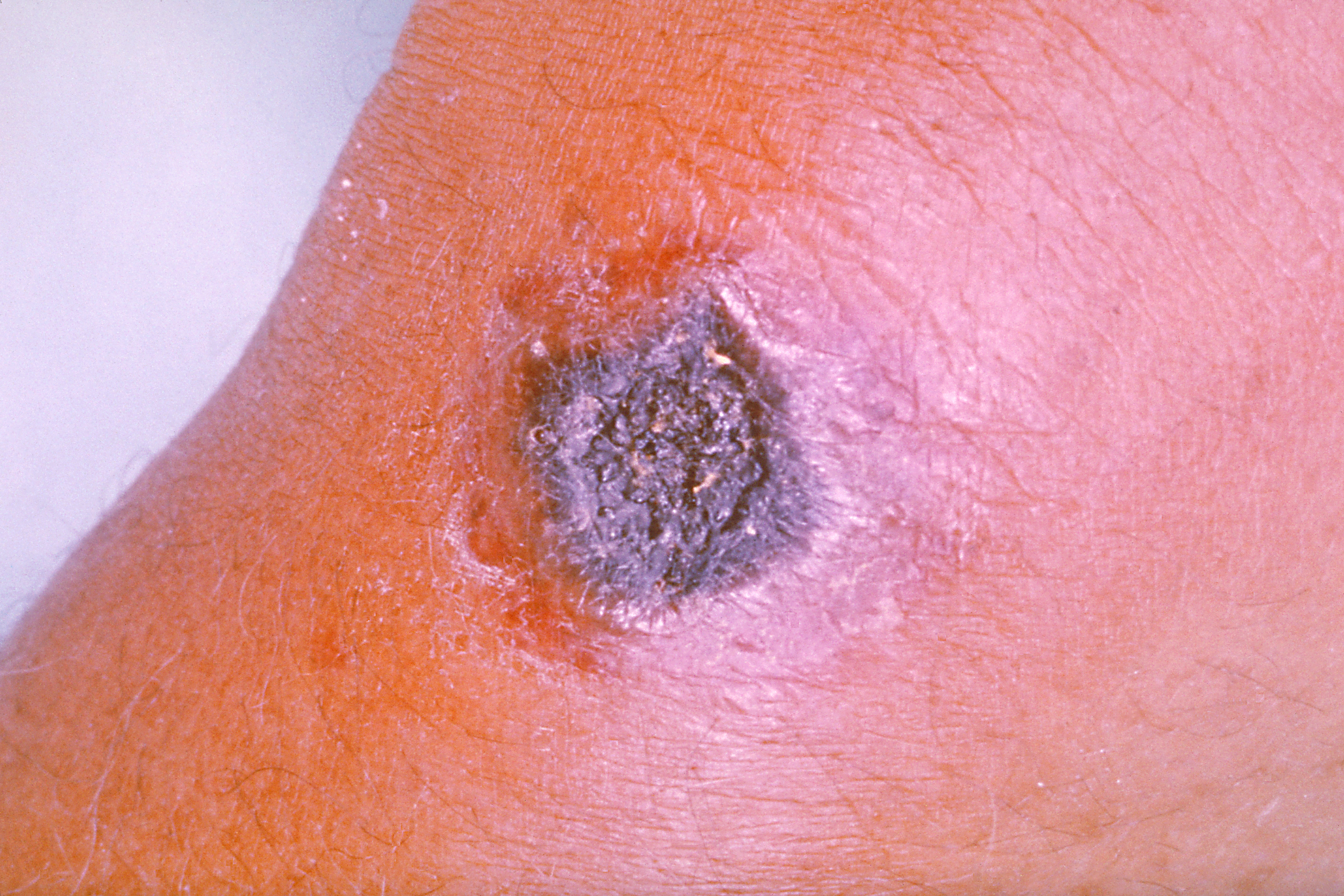
Escara producida por la forma cutánea del carbunco.

Su origen es muy variado: por presión continuada sobre una zona del cuerpo, por oclusión arterial, por infección estreptocócica o de clostridium, por radiodermitis, por dermatosis facticia, por quemaduras con calor o ácidos, etc.
En determinadas enfermedades la aparición de una escara puede ser de gran valor para el diagnóstico, por ejemplo en la fiebre botonosa mediterranea por picadura de garrapata, en la que aparece fiebre y una pequeña escara única en el punto donde se ha producido la picadura. Otra enfermedad en la que la aparición de una escara es muy importante para alcanzar el diagnóstico, es el carbunco o ántrax. También se forman escaras de forma intencionada tras la aplicación de determinados tratamientos dermatológicos, por ejemplo nitrógeno líquido que se emplea en el tratamiento de las queratosis actínica.
Debe distinguirse la escara de la costra, esta es otra lesión cutánea secundaria constituida por la desecación de exudados sobre la superficie de la piel, generalmente tras una erosión, úlcera o ampolla.

## Cuadro clínico
La escara es una lesión de tamaño variable, que oscila desde unos milímetros de diámetro a varios centímetros. Está formada por tejido necrótico, es decir, tejido muerto. Adopta un aspecto redondeado, de color negruzco y límites netos. Puede existir una lesión única o múltiple. Su gravedad es variable, dependiendo de la causa, extensión, profundidad y el número de lesiones. 

### Complicaciones
Las escaras pueden aparecer en zonas del cuerpo que sufren presión externa, sobre todo en la espalda, región sacra y talones, por lo que son características de enfermos encamados. Cuando este tejido necrosado se cae o se extirpa deja una úlcera, que en este caso se denomina úlcera por presión o de decúbito.

## Tratamiento
Es muy variable dependiendo de la extensión, profundidad y causa que la ha provocado. Las escaras tienden más o menos activamente a delimitarse y eliminarse de forma natural cuando son de pequeño tamaño. En ocasiones se realizan tratamientos locales para acelerar la curación y, a veces, es preciso recurrir a la cirugía para eliminar la lesión. Se utiliza tratamiento antibiótico en el caso de que exista infección que complica el proceso.

## Prevención

Puntos de las úlceras por presión. En rojo en la posición de decúbito supino, en azul en la posición de decúbito lateral

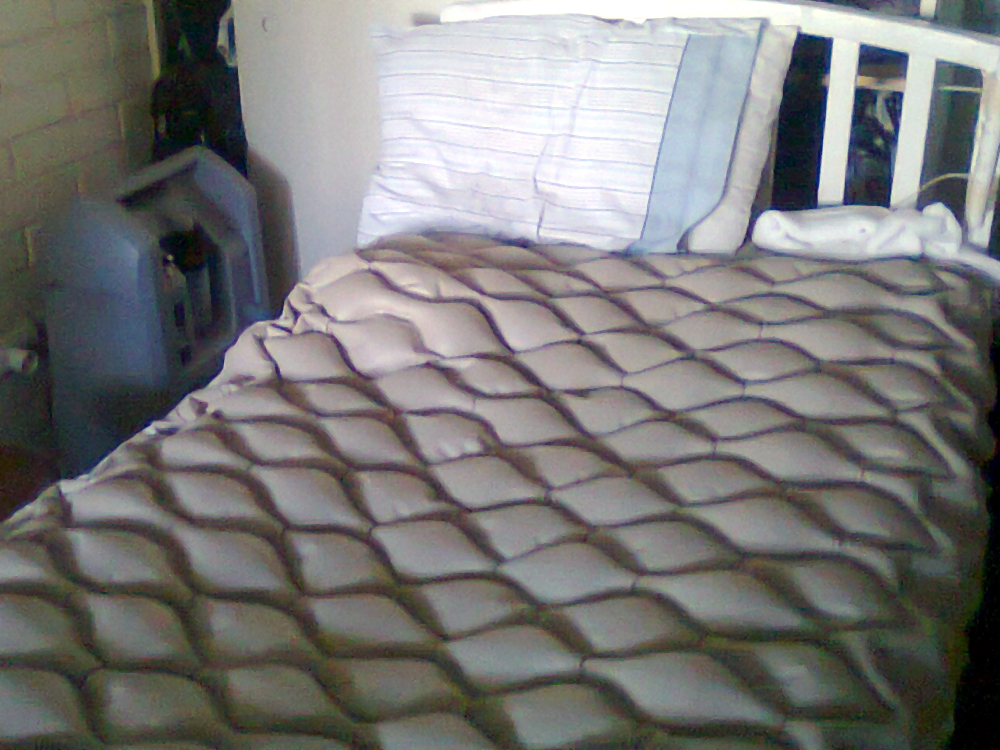
Colchón antiescaras para la prevención de úlceras por presión en enfermos encamados.

En el caso en pacientes encamados son fundamentales las medidas preventivas, como los cambios posturales y el colchón antiescaras, para prevenir estas lesiones cutáneas, y evitar que acaben originando úlceras por presión.